# بيسوزو
بيسوزو هي بلدية تقع في مقاطعة فاريزي بإقليم لومبارديا في شمال إيطاليا. يستضيف بيسوزو مركزًا تاريخيًا صغيرًا به كنائس وبيوت نبيلة، ما يسمى بقصر، في جزئه العلوي الذي هو جزئيا منطقة المشاة، ومركز حديث مفعم بالحيوية يضم متاجر ومقاهي ومصارف وغيرها في جزئه السفلي. تقع القرية في منطقة البحيرات، مع وجود Lago Maggiore على بعد 6 كيلومترات فقط (4 ميل)، ويتميز بإطلالات على جبال الألب.

## نبذة
يوجد في بيسوزو محطة قطار على سكة حديد لوينو ميلان، وطريق سريع يربطها بنظام الطرق السريعة الإيطالي. كما هو الحال في العديد من القرى المحيطة، فقد نمت بشكل كبير وما زالت تفعل ذلك، ويرجع ذلك جزئيًا إلى انتقال العائلات من ميلانو إلى منطقة البحيرات وأصبحت مسافرين. بيسوزو قريب من موقع إيسبرا التابع لمركز الأبحاث المشترك التابع للاتحاد الأوروبي.

## روابط خارجية
- Official web site of the Comune di Besozzo.